# Segunda Categoría de Cotopaxi 2018
El Campeonato Provincial de Segunda Categoría de Cotopaxi 2018 fue un torneo de fútbol en Ecuador en el cual compitieron equipos de la Provincia de Cotopaxi. El torneo fue organizado por Asociación de Fútbol Profesional de Cotopaxi (AFPC) y avalado por la Federación Ecuatoriana de Fútbol. El torneo empezó el 13 de abril de 2018 y finalizó el 14 de julio de 2018. Participaron 15 clubes de fútbol y entregó 2 cupos al Zonal de Ascenso de la Segunda Categoría 2018 por el ascenso a la Serie B.

## Sistema de campeonato
El sistema determinado por la Asociación de Fútbol Profesional de Cotopaxi fue el siguiente:
- Primera etapa: Los 15 equipos fueron divididos en dos grupos uno de 7 clubes y otro de 8 clubes, jugaron todos contra todos ida y vuelta (14 fechas), los dos primeros equipos de cada grupo avanzaron a la siguiente etapa.
- Segunda etapa: Se jugó con los 4 equipos establecidos, fue todos contra todos ida y vuelta (6 fechas), al final los equipos que terminaron en primer y segundo lugar clasificaron a los zonales  de Segunda Categoría 2018 como campeón y vicecampeón respectivamente.

## Equipos participantes
| Equipos participantes                          | Equipos participantes | Equipos participantes                              |
| ---------------------------------------------- | --------------------- | -------------------------------------------------- |
|                                                |                       |                                                    |
| Equipo                                         | Ciudad                | Estadio                                            |
| Club Deportivo Universidad Técnica de Cotopaxi | Latacunga             | Estadio La Cocha                                   |
| Club Deportivo Alianza Cotopaxi                | Latacunga             | Estadio La Cocha                                   |
| Estudiantes Fútbol Club                        | Latacunga             | Estadio La Cocha                                   |
| Club Atlético Saquisilí                        | Saquisilí             | Estadio de la Liga Deportiva Cantonal de Saquisilí |
| Club Atlético Ciudad de León                   | Latacunga             | Estadio La Cocha                                   |
| Club Deportivo Panamericana                    | Latacunga             | Estadio La Cocha                                   |
| Pichincha Fútbol Club                          | Latacunga             | Estadio La Cocha                                   |
| Club Deportivo La Unión                        | Pujilí                | Estadio Jaime Zumárraga                            |
| Sociedad Deportiva Flamengo                    | Latacunga             | Estadio La Cocha                                   |
| Club Atlético Salcedo                          | Salcedo               | Estadio Carlos Alberto Tamayo                      |
| Sociedad Deportiva Cotopaxi                    | Latacunga             | Estadio La Cocha                                   |
| Club Atlético Kin                              | Latacunga             | Estadio La Cocha                                   |
| Club Deportivo Juventud                        | Latacunga             | Estadio La Cocha                                   |
| Club Deportivo Alianza San Felipe              | La Maná               | Estadio de la Liga Deportiva Cantonal de La Maná   |
| Geinco Fútbol Club                             | Latacunga             | Estadio La Cocha                                   |

## Equipos por cantón
| Cantón                                  | N.º | Equipos |
| --------------------------------------- | --- | --- |
| Archivo:Flag of Latacunga.svg Latacunga | 11  | - U.T. de Cotopaxi - Estudiantes F.C. - Ciudad de León - Panamericana - Alianza Cotopaxi - Pichincha F.C. - Flamengo - S.D. Cotopaxi - Atlético Kin - Juventud - Geinco F.C. |
| Saquisilí                               | 1   | - Atlético Saquisilí |
| Pujilí                                  | 1   | - La Unión |
| Salcedo                                 | 1   | - Atlético Salcedo |
| La Maná                                 | 1   | - Alianza San Felipe |

## Primera etapa

### Grupo A

#### Clasificación
| Pos. | Equipo                                      | Pts. | PJ | G  | E | P | GF | GC | Dif. | Clasificación      |
| ---- | ------------------------------------------- | ---- | -- | -- | - | - | -- | -- | ---- | ------------------ |
| 1    | La Unión                                    | 32   | 12 | 10 | 2 | 0 | 31 | 1  | +30  | Cuadrangular final |
| 2    | Archivo:Flag of Latacunga.svg Panamericana  | 25   | 12 | 8  | 1 | 3 | 21 | 12 | +9   | Cuadrangular final |
| 3    | Atlético Saquisilí                          | 24   | 12 | 7  | 3 | 2 | 27 | 9  | +18  |                    |
| 4    | Atlético Salcedo                            | 9    | 12 | 1  | 6 | 5 | 9  | 14 | −5   |                    |
| 5    | Archivo:Flag of Latacunga.svg Juventud      | 9    | 12 | 2  | 3 | 7 | 11 | 27 | −16  |                    |
| 6    | Alianza San Felipe                          | 8    | 12 | 1  | 5 | 6 | 11 | 20 | −9   |                    |
| 7    | Archivo:Flag of Latacunga.svg S.D. Cotopaxi | 7    | 12 | 1  | 4 | 7 | 11 | 38 | −27  |                    |

Actualizado a los partidos jugados el 16 de junio de 2018.
 Fuente: Al Día En línea, FEF
Criterios de clasificación: 1) Puntos; 2) Diferencia de goles; 3) Goles marcados

#### Evolución de la clasificación
| Equipo / Jornada                            | 01 | 02 | 03 | 04 | 05 | 06 | 07 | 08 | 09 | 10 | 11 | 12 | 13 | 14 |
| ------------------------------------------- | -- | -- | -- | -- | -- | -- | -- | -- | -- | -- | -- | -- | -- | -- |
| La Unión                                    | 6  | 2  | 2  | 2  | 1  | 1  | 1  | 1  | 1  | 1  | 1  | 1  | 1  | 1  |
| Archivo:Flag of Latacunga.svg Panamericana  | 7  | 7  | 7  | 4  | 3  | 3  | 2  | 2  | 2  | 2  | 2  | 2  | 2  | 2  |
| Atlético Saquisilí                          | 1  | 1  | 1  | 1  | 2  | 2  | 3  | 3  | 3  | 3  | 3  | 3  | 3  | 3  |
| Atlético Salcedo                            | 4  | 4  | 4  | 5  | 6  | 4  | 4  | 4  | 4  | 4  | 4  | 4  | 4  | 4  |
| Archivo:Flag of Latacunga.svg Juventud      | 5  | 5  | 3  | 3  | 5  | 6  | 6  | 6  | 6  | 7  | 7  | 6  | 6  | 5  |
| Alianza San Felipe                          | 2  | 3  | 5  | 6  | 4  | 5  | 5  | 5  | 5  | 6  | 6  | 5  | 5  | 6  |
| Archivo:Flag of Latacunga.svg S.D. Cotopaxi | 3  | 6  | 6  | 7  | 7  | 7  | 7  | 7  | 7  | 5  | 5  | 7  | 7  | 7  |

#### Resultados
| Atlético Salcedo | 0 - 0    | Juventud           | Carlos Alberto Tamayo | 13 de abril | 15:00    |
| Panamericana     | 0 - 1    | Atlético Saquisilí | La Cocha              | 14 de abril | 16:00    |
| SD Cotopaxi      | 2 - 2    | Alianza San Felipe | La Cocha              | 15 de abril | 10:00    |
| Libre:           | La Unión | La Unión           | La Unión              | La Unión    | La Unión |

| La Unión           | 4 - 0    | Panamericana     | Jaime Zumárraga  | 20 de abril | 15:30    |
| Atlético Saquisilí | 4 - 1    | SD Cotopaxi      | LDC de Saquisilí | 21 de abril | 15:30    |
| Alianza San Felipe | 2 - 2    | Atlético Salcedo | LDC de La Maná   | 21 de abril | 15:30    |
| Libre:             | Juventud | Juventud         | Juventud         | Juventud    | Juventud |

| SD Cotopaxi      | 0 - 5        | La Unión           | Jaime Zumárraga       | 25 de abril  | 13:00        |
| Juventud         | 2 - 1        | Alianza San Felipe | Jaime Zumárraga       | 25 de abril  | 15:00        |
| Atlético Salcedo | 0 - 0        | Atlético Saquisilí | Carlos Alberto Tamayo | 25 de abril  | 16:00        |
| Libre:           | Panamericana | Panamericana       | Panamericana          | Panamericana | Panamericana |

| Atlético Saquisilí | 4 - 1              | Juventud           | LDC de Saquisilí   | 28 de abril        | 15:30              |
| Panamericana       | 6 - 1              | SD Cotopaxi        | La Cocha           | 29 de abril        | 09:00              |
| La Unión           | 4 - 0              | Atlético Salcedo   | Jaime Zumárraga    | 29 de abril        | 12:00              |
| Libre:             | Alianza San Felipe | Alianza San Felipe | Alianza San Felipe | Alianza San Felipe | Alianza San Felipe |

| Juventud           | 0 - 3       | La Unión           | La Cocha              | 2 de mayo   | 11:30       |
| Atlético Salcedo   | 0 - 1       | Panamericana       | Carlos Alberto Tamayo | 2 de mayo   | 15:00       |
| Alianza San Felipe | 1 - 0       | Atlético Saquisilí | LDC de La Maná        | 2 de mayo   | 15:30       |
| Libre:             | SD Cotopaxi | SD Cotopaxi        | SD Cotopaxi           | SD Cotopaxi | SD Cotopaxi |

| SD Cotopaxi  | 0 - 6              | Atlético Salcedo   | La Cocha           | 6 de mayo          | 10:00              |
| La Unión     | 3 - 0              | Alianza San Felipe | Jaime Zumárraga    | 6 de mayo          | 12:00              |
| Panamericana | 2 - 1              | Juventud           | La Cocha           | 6 de mayo          | 15:30              |
| Libre:       | Atlético Saquisilí | Atlético Saquisilí | Atlético Saquisilí | Atlético Saquisilí | Atlético Saquisilí |

| Atlético Saquisilí | 0 - 0            | La Unión         | LDC de Saquisilí | 11 de mayo       | 15:30            |
| Juventud           | 1 - 3            | SD Cotopaxi      | La Cocha         | 12 de mayo       | 13:00            |
| Alianza San Felipe | 2 - 4            | Panamericana     | LDC de La Maná   | 12 de mayo       | 15:30            |
| Libre:             | Atlético Salcedo | Atlético Salcedo | Atlético Salcedo | Atlético Salcedo | Atlético Salcedo |

| La Unión     | 1 - 0            | Atlético Saquisilí | Jaime Zumárraga  | 20 de mayo       | 12:00            |
| SD Cotopaxi  | 2 - 2            | Juventud           | La Cocha         | 20 de mayo       | 12:00            |
| Panamericana | 2 - 0            | Alianza San Felipe | La Cocha         | 20 de mayo       | 15:00            |
| Libre:       | Atlético Salcedo | Atlético Salcedo   | Atlético Salcedo | Atlético Salcedo | Atlético Salcedo |

| Juventud           | 0 - 2              | Panamericana       | La Cocha              | 26 de mayo         | 11:00              |
| Alianza San Felipe | 0 - 1              | La Unión           | LDC de La Maná        | 26 de mayo         | 15:30              |
| Atlético Salcedo   | 0 - 0              | SD Cotopaxi        | Carlos Alberto Tamayo | 26 de mayo         | 16:00              |
| Libre:             | Atlético Saquisilí | Atlético Saquisilí | Atlético Saquisilí    | Atlético Saquisilí | Atlético Saquisilí |

| Panamericana       | 1 - 0       | Atlético Salcedo   | La Cocha              | 30 de mayo  | 13:30       |
| La Unión           | 2 - 1       | Juventud           | Carlos Alberto Tamayo | 30 de mayo  | 15:30       |
| Atlético Saquisilí | 2 - 1       | Alianza San Felipe | LDC de Saquisilí      | 30 de mayo  | 15:30       |
| Libre:             | SD Cotopaxi | SD Cotopaxi        | SD Cotopaxi           | SD Cotopaxi | SD Cotopaxi |

| Juventud         | 1 - 7              | Atlético Saquisilí | La Cocha              | 2 de junio         | 11:00              |
| Atlético Salcedo | 0 - 0              | La Unión           | Carlos Alberto Tamayo | 2 de junio         | 16:00              |
| SD Cotopaxi      | 0 - 2              | Panamericana       | La Cocha              | 3 de junio         | 16:00              |
| Libre:           | Alianza San Felipe | Alianza San Felipe | Alianza San Felipe    | Alianza San Felipe | Alianza San Felipe |

| La Unión           | 6 - 0        | SD Cotopaxi      | Jaime Zumárraga  | 6 de junio   | 15:30        |
| Alianza San Felipe | 1 - 1        | Juventud         | LDC de La Maná   | 6 de junio   | 15:50        |
| Atlético Saquisilí | 4 - 0        | Atlético Salcedo | LDC de Saquisilí | 6 de junio   | 15:50        |
| Libre:             | Panamericana | Panamericana     | Panamericana     | Panamericana | Panamericana |

| Atlético Salcedo | 1 - 1    | Alianza San Felipe | Carlos Alberto Tamayo | 9 de junio  | 16:00    |
| SD Cotopaxi      | 2 - 4    | Atlético Saquisilí | La Cocha              | 10 de junio | 13:30    |
| Panamericana     | 0 - 2    | La Unión           | La Cocha              | 10 de junio | 16:00    |
| Libre:           | Juventud | Juventud           | Juventud              | Juventud    | Juventud |

| Juventud           | 1 - 0    | Atlético Salcedo | La Cocha         | 15 de junio | 11:15    |
| Alianza San Felipe | 0 - 0    | SD Cotopaxi      | LDC de La Maná   | 16 de junio | 12:00    |
| Atlético Saquisilí | 1 - 1    | Panamericana     | LDC de Saquisilí | 16 de junio | 15:30    |
| Libre:             | La Unión | La Unión         | La Unión         | La Unión    | La Unión |

### Grupo B

#### Clasificación
| Pos. | Equipo                                         | Pts. | PJ | G  | E | P  | GF | GC | Dif. | Clasificación       |
| ---- | ---------------------------------------------- | ---- | -- | -- | - | -- | -- | -- | ---- | ------------------- |
| 1    | Archivo:Flag of Latacunga.svg Alianza Cotopaxi | 37   | 14 | 12 | 1 | 1  | 70 | 11 | +59  | Cuadrangular final  |
| 2    | Archivo:Flag of Latacunga.svg U.T. de Cotopaxi | 37   | 14 | 12 | 1 | 1  | 49 | 9  | +40  | Cuadrangular final  |
| 3    | Archivo:Flag of Latacunga.svg Geinco F.C.      | 33   | 14 | 11 | 0 | 3  | 54 | 18 | +36  |                     |
| 4    | Archivo:Flag of Latacunga.svg Atlético Kin     | 22   | 14 | 7  | 1 | 6  | 43 | 30 | +13  |                     |
| 5    | Archivo:Flag of Latacunga.svg Flamengo         | 18   | 14 | 6  | 0 | 8  | 37 | 47 | −10  |                     |
| 6    | Archivo:Flag of Latacunga.svg Ciudad de León   | 10   | 14 | 3  | 1 | 10 | 14 | 44 | −30  | Perdió la categoría |
| 7    | Archivo:Flag of Latacunga.svg Pichincha F.C.   | 7    | 14 | 2  | 1 | 11 | 16 | 75 | −59  |                     |
| 8    | Archivo:Flag of Latacunga.svg Estudiantes F.C. | 1    | 14 | 0  | 1 | 13 | 3  | 52 | −49  | Retirado del torneo |

Actualizado a los partidos jugados el 15 de junio de 2018.
 Fuente: FEF
Criterios de clasificación: 1) Puntos; 2) Diferencia de goles; 3) Goles marcados

#### Evolución de la clasificación
| Equipo / Jornada                               | 01 | 02 | 03 | 04 | 05 | 06 | 07 | 08 | 09 | 10 | 11 | 12 | 13 | 14 |
| ---------------------------------------------- | -- | -- | -- | -- | -- | -- | -- | -- | -- | -- | -- | -- | -- | -- |
| Archivo:Flag of Latacunga.svg Alianza Cotopaxi | 4  | 2  | 2  | 1  | 1  | 1  | 1  | 1  | 1  | 1  | 1  | 1  | 1  | 1  |
| Archivo:Flag of Latacunga.svg U.T. de Cotopaxi | 1  | 1  | 1  | 2  | 2  | 2  | 2  | 2  | 2  | 2  | 2  | 2  | 2  | 2  |
| Archivo:Flag of Latacunga.svg Geinco F.C.      | 5  | 5  | 4  | 3  | 3  | 3  | 3  | 3  | 3  | 3  | 3  | 3  | 3  | 3  |
| Archivo:Flag of Latacunga.svg Atlético Kin     | 3  | 6  | 6  | 5  | 5  | 4  | 4  | 4  | 4  | 4  | 4  | 4  | 4  | 4  |
| Archivo:Flag of Latacunga.svg Flamengo         | 6  | 4  | 3  | 4  | 4  | 5  | 5  | 5  | 5  | 5  | 5  | 5  | 5  | 5  |
| Archivo:Flag of Latacunga.svg Ciudad de León   | 2  | 3  | 5  | 6  | 6  | 6  | 6  | 6  | 6  | 6  | 6  | 6  | 6  | 6  |
| Archivo:Flag of Latacunga.svg Pichincha F.C.   | 7  | 7  | 7  | 7  | 7  | 8  | 8  | 8  | 8  | 7  | 7  | 7  | 7  | 7  |
| Archivo:Flag of Latacunga.svg Estudiantes F.C. | 8  | 8  | 8  | 8  | 8  | 7  | 7  | 7  | 7  | 8  | 8  | 8  | 8  | 8  |

#### Resultados
| Estudiantes FC   | 1 - 8 | UT de Cotopaxi | La Cocha | 13 de abril | 10:00 |
| Atlético Kin     | 3 - 1 | Flamengo       | La Cocha | 13 de abril | 14:00 |
| Alianza Cotopaxi | 2 - 1 | Geinco FC      | La Cocha | 14 de abril | 10:00 |
| Pichincha FC     | 0 - 4 | Ciudad de León | La Cocha | 14 de abril | 13:00 |

| UT de Cotopaxi   | 3 - 0 | Atlético Kin   | La Cocha | 20 de abril | 12:00 |
| Alianza Cotopaxi | 7 - 0 | Estudiantes FC | La Cocha | 21 de abril | 10:00 |
| Geinco FC        | 1 - 0 | Ciudad de León | La Cocha | 21 de abril | 13:00 |
| Flamengo         | 5 - 2 | Pichincha FC   | La Cocha | 21 de abril | 16:00 |

| Estudiantes FC | 1 - 7 | Geinco FC        | Jaime Zumárraga | 25 de abril | 09:00 |
| Atlético Kin   | 1 - 6 | Alianza Cotopaxi | La Cocha        | 25 de abril | 12:00 |
| Pichincha FC   | 0 - 4 | UT de Cotopaxi   | La Cocha        | 25 de abril | 14:00 |
| Ciudad de León | 1 - 9 | Flamengo         | La Cocha        | 25 de abril | 16:00 |

| Alianza Cotopaxi | 11 - 0 | Pichincha FC   | La Cocha | 28 de abril | 13:30 |
| UT de Cotopaxi   | 4 - 0  | Ciudad de León | La Cocha | 28 de abril | 16:00 |
| Geinco FC        | 2 - 1  | Flamengo       | La Cocha | 29 de abril | 11:30 |
| Estudiantes FC   | 0 - 2  | Atlético Kin   | La Cocha | 29 de abril | 14:30 |

| Atlético Kin   | 1 - 2 | Geinco FC        | Jaime Zumárraga | 2 de mayo | 09:00 |
| Pichincha FC   | 1 - 1 | Estudiantes FC   | La Cocha        | 2 de mayo | 12:00 |
| Ciudad de León | 0 - 3 | Alianza Cotopaxi | La Cocha        | 2 de mayo | 14:00 |
| Flamengo       | 0 - 3 | UT de Cotopaxi   | La Cocha        | 2 de mayo | 16:00 |

| Geinco FC        | 0 - 2 | UT de Cotopaxi | La Cocha  | 5 de mayo | 10:00     |
| Alianza Cotopaxi | 7 - 1 | Flamengo       | La Cocha  | 5 de mayo | 12:30     |
| Atlético Kin     | 6 - 1 | Pichincha FC   | La Cocha  | 5 de mayo | 15:30     |
| Estudiantes FC   | 0 - 3 | Ciudad de León | Cancelado | Cancelado | Cancelado |

| UT de Cotopaxi | 1 - 2 | Alianza Cotopaxi | La Cocha  | 11 de mayo | 12:00     |
| Pichincha FC   | 2 - 7 | Geinco FC        | La Cocha  | 11 de mayo | 16:00     |
| Ciudad de León | 2 - 2 | Atlético Kin     | La Cocha  | 12 de mayo | 16:00     |
| Flamengo       | 3 - 0 | Estudiantes FC   | Cancelado | Cancelado  | Cancelado |

| Alianza Cotopaxi | 2 - 2  | UT de Cotopaxi | La Cocha  | 19 de mayo | 10:00     |
| Atlético Kin     | 3 - 1  | Ciudad de León | La Cocha  | 19 de mayo | 12:30     |
| Geinco FC        | 14 - 0 | Pichincha FC   | La Cocha  | 19 de mayo | 15:00     |
| Estudiantes FC   | 0 - 3  | Flamengo       | Cancelado | Cancelado  | Cancelado |

| UT de Cotopaxi | 3 - 2 | Geinco FC        | La Cocha  | 25 de mayo | 12:00     |
| Pichincha FC   | 2 - 6 | Atlético Kin     | La Cocha  | 26 de mayo | 14:00     |
| Flamengo       | 0 - 3 | Alianza Cotopaxi | La Cocha  | 26 de mayo | 16:00     |
| Ciudad de Léon | 3 - 0 | Estudiantes FC   | Cancelado | Cancelado  | Cancelado |

| Geinco FC        | 3 - 1  | Atlético Kin   | La Cocha  | 30 de mayo | 09:00     |
| Alianza Cotopaxi | 10 - 0 | Ciudad de León | La Cocha  | 30 de mayo | 11:15     |
| UT de Cotopaxi   | 6 - 1  | Flamengo       | La Cocha  | 30 de mayo | 16:00     |
| Estudiantes FC   | 0 - 3  | Pichincha FC   | Cancelado | Cancelado  | Cancelado |

| Pichincha FC   | 1 - 8 | Alianza Cotopaxi | La Cocha  | 2 de junio | 13:30     |
| Ciudad de León | 0 - 3 | UT de Cotopaxi   | La Cocha  | 2 de junio | 16:00     |
| Flamengo       | 3 - 6 | Geinco FC        | La Cocha  | 3 de junio | 13:30     |
| Atlético Kin   | 3 - 0 | Estudiantes FC   | Cancelado | Cancelado  | Cancelado |

| Alianza Cotopaxi | 4 - 1 | Atlético Kin   | La Cocha  | 6 de junio | 12:00     |
| UT de Cotopaxi   | 4 - 0 | Pichincha FC   | La Cocha  | 6 de junio | 14:00     |
| Flamengo         | 3 - 0 | Ciudad de León | Cancelado | Cancelado  | Cancelado |
| Geinco FC        | 3 - 0 | Estudiantes FC | Cancelado | Cancelado  | Cancelado |

| Pichincha FC   | 1 - 5 | Flamengo         | La Cocha  | 9 de junio | 11:30     |
| Atlético Kin   | 1 - 3 | UT de Cotopaxi   | La Cocha  | 9 de junio | 14:00     |
| Ciudad de León | 0 - 3 | Geinco FC        | Cancelado | Cancelado  | Cancelado |
| Estudiantes FC | 0 - 3 | Alianza Cotopaxi | Cancelado | Cancelado  | Cancelado |

| Flamengo       | 2 - 13 | Atlético Kin     | La Cocha  | 15 de junio | 14:00     |
| Geinco FC      | 3 - 2  | Alianza Cotopaxi | La Cocha  | 15 de junio | 16:00     |
| Ciudad de León | 0 - 3  | Pichincha FC     | Cancelado | Cancelado   | Cancelado |
| UT de Cotopaxi | 3 - 0  | Estudiantes FC   | Cancelado | Cancelado   | Cancelado |

## Cuadrangular Final

### Clasificación
| Pos. | Equipo                                         | Pts. | PJ | G | E | P | GF | GC | Dif. |  |
| ---- | ---------------------------------------------- | ---- | -- | - | - | - | -- | -- | ---- |  |
| 1    | Archivo:Flag of Latacunga.svg Alianza Cotopaxi | 15   | 6  | 5 | 0 | 1 | 18 | 6  | +12  |  |
| 2    | La Unión                                       | 12   | 6  | 4 | 0 | 2 | 21 | 5  | +16  |  |
| 3    | Archivo:Flag of Latacunga.svg U.T. de Cotopaxi | 6    | 6  | 2 | 0 | 4 | 15 | 12 | +3   |  |
| 4    | Archivo:Flag of Latacunga.svg Panamericana     | 3    | 6  | 1 | 0 | 5 | 3  | 34 | −31  |  |

Actualizado a los partidos jugados el 14 de julio de 2018.
 Fuente: FEF
Criterios de clasificación: 1) Puntos; 2) Diferencia de goles; 3) Goles marcados
|  | Campeón y clasificado a los zonales de Segunda Categoría 2018.     |
|  | Vicecampeón y clasificado a los zonales de Segunda Categoría 2018. |

### Evolución de la clasificación
| Equipo / Jornada                               | 01 | 02 | 03 | 04 | 05 | 06 |
| ---------------------------------------------- | -- | -- | -- | -- | -- | -- |
| Archivo:Flag of Latacunga.svg Alianza Cotopaxi | 1  | 1  | 1  | 2  | 2  | 1  |
| La Unión                                       | 4  | 2  | 2  | 1  | 1  | 2  |
| Archivo:Flag of Latacunga.svg U.T. de Cotopaxi | 3  | 4  | 3  | 3  | 3  | 3  |
| Archivo:Flag of Latacunga.svg Panamericana     | 2  | 3  | 4  | 4  | 4  | 4  |

### Resultados
| Panamericana | 2 - 1 | UT de Cotopaxi   | La Cocha        | 23 de junio | 16:00 |
| La Unión     | 1 - 2 | Alianza Cotopaxi | Jaime Zumárraga | 24 de junio | 12:00 |

| Alianza Cotopaxi | 6 - 0 | Panamericana | La Cocha | 27 de junio | 14:00 |
| UT de Cotopaxi   | 1 - 2 | La Unión     | La Cocha | 27 de junio | 16:00 |

| UT de Cotopaxi | 4 - 2 | Alianza Cotopaxi | La Cocha        | 30 de junio | 16:00 |
| La Unión       | 3 - 0 | Panamericana     | Jaime Zumárraga | 1 de julio  | 12:00 |

| Alianza Cotopaxi | 3 - 1  | UT de Cotopaxi | La Cocha | 7 de julio | 14:00 |
| Panamericana     | 0 - 13 | La Unión       | La Cocha | 7 de julio | 16:00 |

| Panamericana | 0 - 3 | Alianza Cotopaxi | La Cocha        | 11 de julio | 12:00 |
| La Unión     | 2 - 0 | UT de Cotopaxi   | Jaime Zumárraga | 11 de julio | 15:00 |

| Alianza Cotopaxi (C) | 2 - 0 | La Unión     | La Cocha | 14 de julio | 12:00 |
| UT de Cotopaxi       | 8 - 1 | Panamericana | La Cocha | 14 de julio | 14:00 |

### Campeón
| Archivo:Flag of Latacunga.svg |
| Club Deportivo Alianza Cotopaxi 1.er título Clasifica a los zonales de la Segunda Categoría 2018 - También clasifica Club Deportivo La Unión como vicecampeón. |

## Goleadores
- Actualizado el 25 de abril de 2018

| Jugador            | Equipo                                                | Goles |
| ------------------ | ----------------------------------------------------- | ----- |
| 1. Jesus Malave    | Archivo:Flag of Latacunga.svg U.T. de Cotopaxi        | 12    |
| 2. José Cartagena  | Archivo:Flag of Latacunga.svg Club Atlético Saquisilí | 8     |
| 3. Yomar Escobar   | Archivo:Flag of Latacunga.svg Alianza Cotopaxi        | 7     |
| 4. Romario Caicedo | Archivo:Flag of Latacunga.svg Flamengo                | 4     |